# Morfem
U morfologiji, morfem je najmanja jezična jedinica koja nosi značenje.
U govornom jeziku, morfemi su sastavljeni od fonema, najmanjih razlikovnih zvučnih jedinica, a u pisanom jeziku od grafema.
Koncept morfema se razlikuje od koncepta riječi, jer mnogi morfemi ne mogu samostalno stajati kao riječi. Morfem je slobodan ako može stajati samostalno, a vezan ako se može koristiti samo uz slobodni morfem.
Reprezentacija morfema se može razlikovati u različitim situacijama; različite reprezentacije se zovi morfovi, a različiti morfovi jednog morfema su alomorfi.

### Vrste morfema po položaju unutar riječi
Korijenski morfem - morfem koji nosi temeljno značenje riječi. U primjeru to je grad čije je temeljno značenje "veliko naseljeno mjesto."

Prefiksalni morfem - prefiks, dopunjuje značenje korijenskog morfema, stoji s njegove lijeve strane, ispred korijena. U primjeru je to morfem pred- i znači "koji prethodi čemu".

Sufiksalni morfem - sufiks, dopunjuje značenje korijenskog morfema, stoji s njegove desne strane, iza korijena. Sufiksalni morfemi mogu biti rječotvorni i oblikotvorni. U primjeru su to sufiksi -sk- ( znači "onaj koji se odnosi na grad" ) i -i ( to je gramatički morfem, znači "nominativ, jednina, muški rod" ).

### Vrste morfema po funkciji
Rječotvorni - tvorbeni, služe za stvaranje novih riječi. To su prefiks, korijen i sufiks. Njih zovemo i leksičkim morfemima jer imaju leksičko značenje. 

Oblikotvorni - služe za tvorbu oblika riječi. Oblikotvorni morfem zove se i gramatički morfem jer nosi gramatičko značenje: rod, broj, padež, lice, vrijeme i drugo. To je vrsta sufiksalnog morfema i nema leksičko značenje.